# Uhřínov (Liberk)
Uhřínov (název katastrálního území Uhřínov pod Deštnou) (německy Aurim) je část obce Liberk v okrese Rychnov nad Kněžnou, v podhůří Orlických hor. Část obce se skládá z vesnic Velký Uhřínov a Malý Uhřínov a její součástí je i mnoho samot.

## Území vsi
Malý Uhřínov leží necelé 2 kilometry jihozápadně od Velkého Uhřínova. V jižní části území se nachází prostor zaniklé vsi Benátky. Na katastru Uhřínova leží též mnoho samot, z pojmenovaných například Pičberk, Bukový, Polanka (zčásti), Kamenec, Zámeček, Pádolí, Hutě a Tisovec a též hradiště Hlodný.
Z pojmenovaných kopců leží na katastru Uhřínova Starý ovčín (590 m), Velká kupa (639 m), Liebichův kopec (657 m), Bělá (682 m), Podolský kopec (737 m), Pláň (873 m), Vápenný vrch (953 m, s přírodní památkou Sfinga), Lubný (956 m), Koruna (1101 m) a Jelenka (1085 m), na hranici katastru je vrchol Maruša (1043 m). Na východních svazích Koruny a Jelenky je veden pás československého pohraničního opevnění.
V severovýchodní části katastru pramení řeka Zdobnice a její zdrojnice, ve střední části katastru pramení řeka Kněžná. Část západní hranice kopíruje řekou Bělou.
V jižní části v oblasti zaniklé vsi Benátky do katastru zasahuje přírodní památka Uhřínov-Benátky.

## Objekty
Na západním konci Velkého Uhřínova se nalézá římskokatolický kostel svatého Vavřince.
Západně od Velkého Uhřínova se rozkládá středisko experimentální archeologie, skanzen Villa Nova.

## Galerie

fara
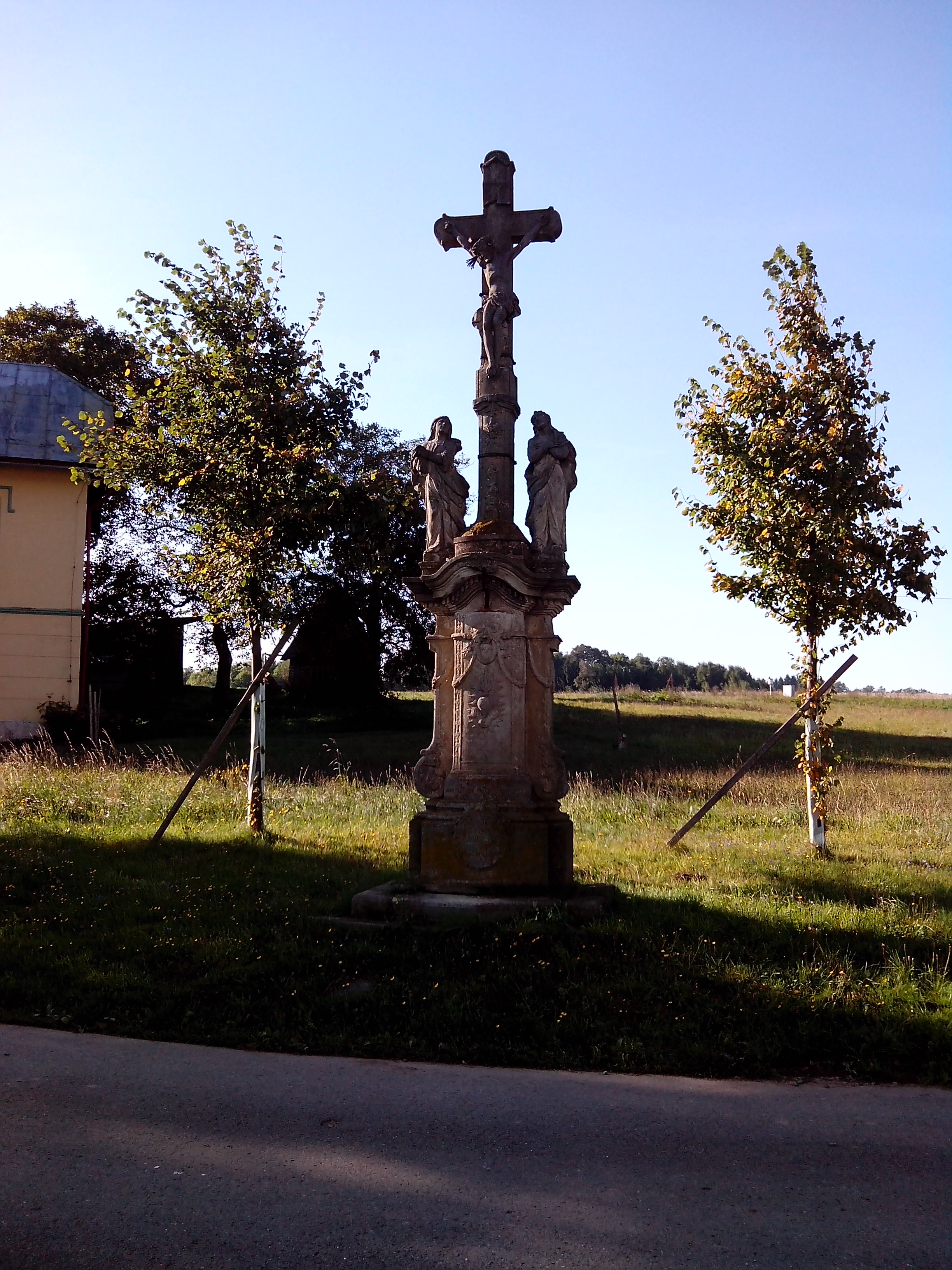
sousoší Kalvárie
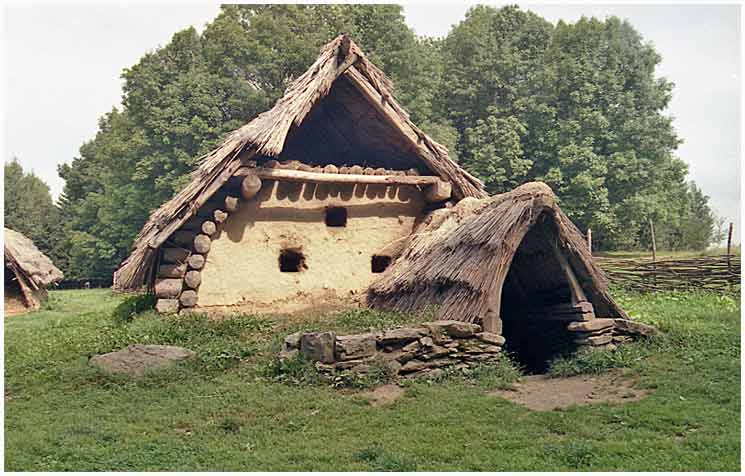
roubená polozemnice v Archeoskanzenu Villa Nova